# Aeroportul Orbost
Aeroportul Orbost (IATA: RBS, ICAO: YORB) este un aeroport din Victoria, Australia ce deservește zona Orbost⁠(d). A fost numit după zona deservită.
Situat la o altitudine de 25 m, aeroportul dispune de o singură pistă. Este operat de Shire of East Gippsland⁠(d).